# Valfenera
Valfenera ist eine Gemeinde in der italienischen Provinz Asti (AT), Region Piemont.

## Lage und Einwohner
Valfenera liegt 22 km östlich von der Provinzhauptstadt Asti entfernt. Das Gemeindegebiet umfasst eine Fläche von 22 km² und hat 2430 Einwohner (Stand 31. Dezember 2023). Die Nachbargemeinden sind Cantarana, Cellarengo, Dusino San Michele, Ferrere, Isolabella, Montà und Villanova d’Asti.

## Kulinarische Spezialitäten
Bei Valfenera werden Reben der Sorte Barbera für den Barbera d’Asti, einen Rotwein mit DOCG Status, sowie für den Barbera del Monferrato angebaut.